# Municipio de Daneville (Dakota del Norte)
El municipio de Daneville (en inglés: Daneville Township) es un municipio ubicado en el condado de Divide en el estado estadounidense de Dakota del Norte. En el año 2010 tenía una población de 34 habitantes y una densidad poblacional de 0,25 personas por km².

## Geografía
El municipio de Daneville se encuentra ubicado en las coordenadas 48°45′54″N 103°56′49″O / 48.76500, -103.94694. Según la Oficina del Censo de los Estados Unidos, el municipio tiene una superficie total de 134.44 km², de la cual 131,06 km² corresponden a tierra firme y (2,52 %) 3,39 km² es agua.

## Demografía
Según el censo de 2010, había 34 personas residiendo en el municipio de Daneville. La densidad de población era de 0,25 hab./km². De los 34 habitantes, el municipio de Daneville estaba compuesto por el 100 % blancos. Del total de la población el 0 % eran hispanos o latinos de cualquier raza.